# 奥斯卡·明格萨
奥斯卡·明格萨·加西亚（1999年5月13日—），是一名西班牙职业足球运动员，场上司职中后卫，目前效力于西甲球队切爾達。

## 俱乐部生涯
明格薩出生在加泰羅尼亞巴塞羅那省的聖佩爾佩圖阿-德莫古達，他在2007年加入了巴塞羅那的拉瑪西亞青訓營。
他在2018年隨巴塞羅那青年A隊贏得了歐洲青年聯賽的冠軍。 他在2018-19賽季被提拔到了巴塞羅那B隊。
由於巴塞羅那的主力中衛皮克遭遇重傷，明格薩在2020年11月24日基輔奧林匹克國家綜合體育場舉行的一場歐冠小組賽巴塞羅那對基輔迪納摩的比賽中完成了他的巴塞羅那一線隊首秀，球隊最終4-0擊敗對手。 5天後，在諾坎普球場舉行的巴塞羅那對奧薩蘇納的比賽中，他完成了個人的西甲首秀。
2021 年 4 月 10 日，他在西班牙国家队比赛的第 60 分钟踢进了职业生涯的第二个进球，一周后在 2020-21 年国王杯对阵毕尔巴鄂竞队的决赛中获胜，揽入首个职业冠军头衔。
2022年7月31日，明格萨以永久合同加盟另一支西甲球队塞尔塔维戈，签约四年，据报道转会费为300万欧元。

## 生涯数据
最後更新：2021年1月17日
| 俱乐部         | 赛季     | 联赛     | 联赛 | 联赛 | 杯赛 | 杯赛 | 欧战 | 欧战 | 其他 | 其他 | 合计 | 合计 |
| 俱乐部         | 赛季     | 联赛级别 | 出场 | 进球 | 出场 | 进球 | 出场 | 进球 | 出场 | 进球 | 出场 | 进球 |
| -------------- | -------- | -------- | ---- | ---- | ---- | ---- | ---- | ---- | ---- | ---- | ---- | ---- |
| 巴塞罗那预备队 | 2018–19  | 西乙B    | 15   | 0    | 0    | 0    | –    | –    | –    | –    | 15   | 0    |
| 巴塞罗那预备队 | 2019–20  | 西乙B    | 16   | 0    | 0    | 0    | –    | –    | 3    | 0    | 19   | 0    |
| 巴塞罗那预备队 | 2020–21  | 西乙B    | 1    | 0    | 0    | 0    | –    | –    | –    | –    | 1    | 0    |
| 巴塞罗那预备队 | 合计     | 合计     | 32   | 0    | 0    | 0    | –    | –    | 3    | 0    | 35   | 0    |
| 巴塞罗那       | 2020–21  | 西甲     | 9    | 0    | 0    | 0    | 3    | 0    | 2    | 0    | 14   | 0    |
| 生涯合计       | 生涯合计 | 生涯合计 | 41   | 0    | 0    | 0    | 3    | 0    | 5    | 0    | 49   | 0    |

1. ↑  西乙B升级附加赛中的3次出场
2. ↑  欧冠中的出场

## 榮譽
巴塞罗那
- 西班牙國王盃：2020–21
- 歐洲青年聯賽：2017–18[10]

西班牙 U23
- 奧林匹克運動會足球比賽亞軍：2020年